# جمعية النهضة الأسرية
تم تأسيس جمعية النهضة الأسرية بدولة الكويت بتاريخ 30 ديسمبر 1962م وسجلت بوزارة الشئون الاجتماعية والعمل في 17 يناير 1963م وهي جمعية تختص بشئون المرأة والأسرة ساهمت في تأسيسها المؤرخة الكويتية نورية السداني وهي تعتبر من أول الجمعيات المختصة بالمرأة في الكويت.
قد تم تغير اسمها من جمعية النهضة العربية النسائية إلى جمعية النهضة الأسرية وهذا يعني عدم اقتصار نشاطها على المرأة.

## قانون الجمعية

### المادة الأولى
تأسست في دولة الكويت بتاريخ 30 ديسمبر 1962 وسجلت بوزارة الشئون الاجتماعية والعمل في 17 يناير 1963 تحت رقم 6 واشهرت بالجريدة الرسمية باسم: جمعية النهضة العربية النسائية.

### المادة الثانية: اهداف الجمعية
1. خدمة الفرد والأسرة والمجتمع والوطن.
2. إقامة المشاريع الاجتماعية والصحية والعلمية والخيرية.
3. مساعدة المرأة الكويتية بنشر الوعي الثقافي والعلمي والمطالبة بحقوقها.
4. إبراز نشاط المرأة الكويتية في جميع المجالات منها الرياضة والثقافة والعلمية والاجتماعية.
5. معالجة الامراض الاجتماعية بكافة انواعها.
6. إتاحة الفرض للمرأة الكويتية في الاستفادة من تعلم لغات العالم.
7. الاطلاع على نهضى المرأة في البلاد العربية والاجنبية وتدعيم النشاط النسائي فيها والتعرف بالنشاط النسائي في الكويت.
8. انارة الوعي العام بأهمية الأسرة في حياة المجتمع.